# Margherita di Danimarca (principessa di Borbone-Parma)
Margherita di Danimarca (nome completo in danese Margrethe Françoise Louise Marie Helene; Palazzo Bernstorff, 17 settembre 1895 – Copenaghen, 18 settembre 1992) è stata una principessa danese.

## Biografia

### Gioventù
La principessa Margherita nacque nel 1895 a palazzo Bernstorff e crebbe nel palazzo Giallo, situato a Copenaghen. Poiché figlia femmina, in base a quanto deciso dai suoi genitori, venne educata nella religione di sua madre, Maria d'Orléans. Fu quindi la prima principessa danese di fede cattolica nata dopo la Riforma protestante.
Assieme ai fratelli ricevette un'educazione molto libera, sotto l'incoraggiamento della madre stessa.

### Matrimonio
Il 9 giugno 1921 sposò Renato di Borbone-Parma, con cui si stabilì a Parigi. Nel 1931 le fu intitolata una neonata scuola di moda nella capitale danese, la Margrethe-Skolen, in quanto protettrice dell'istituto.

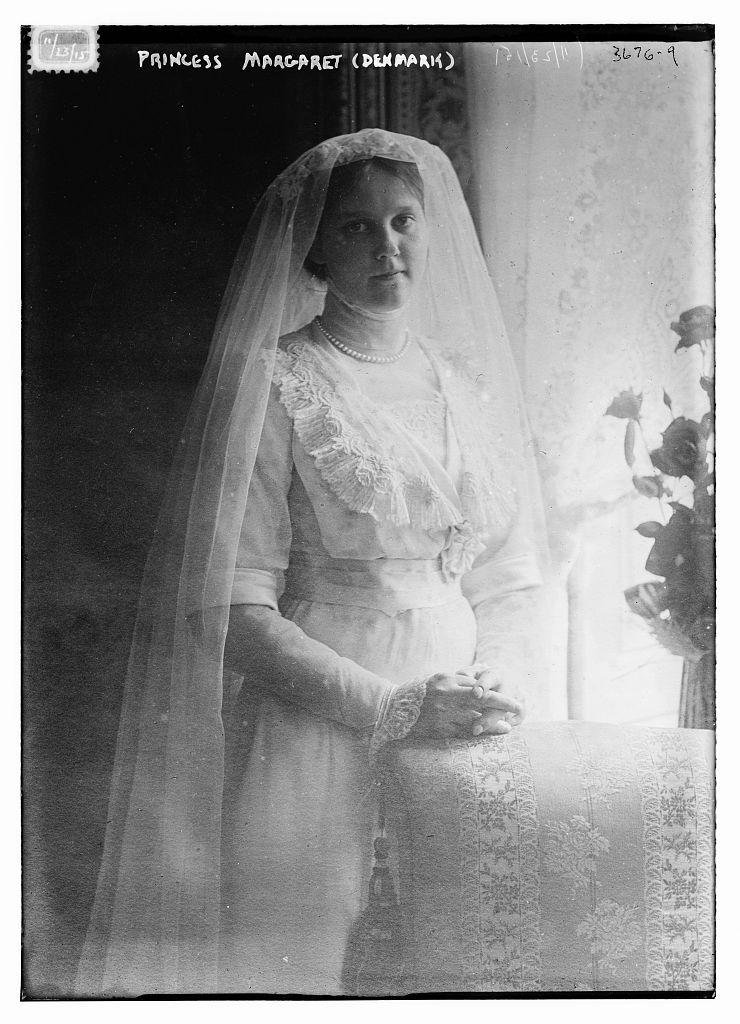
Margherita in abito nuziale

Durante l'occupazione tedesca della Francia, nel 1941, fuggì con la famiglia negli Stati Uniti d'America attraversando la Spagna e il Portogallo. Per guadagnare, Margherita iniziò a realizzare cappelli a New York.
Con la fine del conflitto si trasferirono a Copenaghen, poi presso villa Brødrehøj a Gentofte (lasciata in eredità a lei e ai fratelli dal padre Valdemaro), di cui divenne unica proprietaria nel 1968.

### Ultimi anni
Trascorse gran parte del suo tempo anche all'estero, specie nella sua villa di Villafranca, in Francia, dopo che rimase vedova nel 1962.
Morì il giorno dopo il suo 97⁰ compleanno, come membro più longevo della famiglia reale danese. È sepolta nella cattedrale di Roskilde.

## Discendenza
Margherita di Danimarca e Renato di Borbone-Parma ebbero tre figli e una figlia:
- Principe Giacomo Maria Antonio Roberto Valdemaro Carlo Felice Sisto Ansgaro (Longwy, 9 giugno 1922 - Roskilde, 5 novembre 1964), sposò la contessa Birgitte di Holstein-Ledreborg (nipote del Conte Ludvig Holstein-Ledreborg, ex premier danese) da cui ebbe quattro figli
- Principessa Anna Maria Antonia Francesca Zita Margherita (Parigi, 18 settembre 1923 - Morges, 1 agosto 2016), poi regina consorte di Romania quale moglie di re Michele I di Romania
- Principe Michele Maria Xavier Waldemaro Giorgio Roberto Carlo Eymar (Parigi, 4 marzo 1926 - Neuilly-sur-Seine, 7 luglio 2017), sposò prima la principessa Yolanda de Broglie-Revel, da cui ha avuto cinque figli, e poi la principessa Maria Pia di Savoia
- Principe Andrea Maria (Parigi, 6 marzo 1928 - Dourdan, 22 ottobre 2011), sposò civilmente Marina Gacry da cui sono nati tre figli

## Titoli e trattamento

Monogramma di Margherita e Renato

- 17 settembre 1895 - 9 giugno 1921: Sua Altezza Reale, la principessa Margherita di Danimarca
- 9 giugno 1921 - 18 settembre 1992: Sua Altezza Reale, la principessa Margherita di Borbone-Parma

## Ascendenza
|                           |                              |                                     | Genitori                                   |  |  | Nonni |  |  | Bisnonni                                                       |  |  | Trisnonni                                            |  |
|                           |                              |                                     |                                            |  |  |       |  |  | Federico Guglielmo di Schleswig-Holstein-Sonderburg-Glücksburg |  |  | Federico Carlo di Schleswig-Holstein-Sonderburg-Beck |  |
|                           |                              |                                     |                                            |  |  |       |  |  | Federico Guglielmo di Schleswig-Holstein-Sonderburg-Glücksburg |  |  | Federico Carlo di Schleswig-Holstein-Sonderburg-Beck |  |
|                           |                              | Federica di Schlieben               |                                            |  |  |       |  |  | Federico Guglielmo di Schleswig-Holstein-Sonderburg-Glücksburg |  |  |                                                      |  |
| Cristiano IX di Danimarca |                              |                                     |                                            |  |  |       |  |  | Federico Guglielmo di Schleswig-Holstein-Sonderburg-Glücksburg |  |  |                                                      |  |
|                           |                              | Luisa Carolina d'Assia-Kassel       | Carlo d'Assia-Kassel                       |  |  |       |  |  |                                                                |  |  |                                                      |  |
|                           |                              | Luisa Carolina d'Assia-Kassel       | Carlo d'Assia-Kassel                       |  |  |       |  |  |                                                                |  |  |                                                      |  |
|                           |                              | Luisa Carolina d'Assia-Kassel       | Luisa di Danimarca                         |  |  |       |  |  |                                                                |  |  |                                                      |  |
| Valdemaro di Danimarca    |                              | Luisa Carolina d'Assia-Kassel       |                                            |  |  |       |  |  |                                                                |  |  |                                                      |  |
|                           |                              | Guglielmo d'Assia-Kassel            | Federico d'Assia-Kassel                    |  |  |       |  |  |                                                                |  |  |                                                      |  |
|                           |                              | Guglielmo d'Assia-Kassel            | Federico d'Assia-Kassel                    |  |  |       |  |  |                                                                |  |  |                                                      |  |
|                           |                              | Guglielmo d'Assia-Kassel            | Carolina di Nassau-Usingen                 |  |  |       |  |  |                                                                |  |  |                                                      |  |
| Luisa d'Assia-Kassel      |                              | Guglielmo d'Assia-Kassel            |                                            |  |  |       |  |  |                                                                |  |  |                                                      |  |
|                           |                              | Luisa Carlotta di Danimarca         | Federico di Danimarca                      |  |  |       |  |  |                                                                |  |  |                                                      |  |
|                           |                              | Luisa Carlotta di Danimarca         | Federico di Danimarca                      |  |  |       |  |  |                                                                |  |  |                                                      |  |
|                           |                              | Luisa Carlotta di Danimarca         | Sofia Federica di Meclemburgo-Schwerin     |  |  |       |  |  |                                                                |  |  |                                                      |  |
| Margherita di Danimarca   |                              | Luisa Carlotta di Danimarca         |                                            |  |  |       |  |  |                                                                |  |  |                                                      |  |
|                           | Ferdinando Filippo d'Orléans | Luigi Filippo di Francia            |                                            |  |  |       |  |  |                                                                |  |  |                                                      |  |
|                           | Ferdinando Filippo d'Orléans | Luigi Filippo di Francia            |                                            |  |  |       |  |  |                                                                |  |  |                                                      |  |
|                           | Ferdinando Filippo d'Orléans | Maria Amalia di Borbone-Due Sicilie |                                            |  |  |       |  |  |                                                                |  |  |                                                      |  |
| Roberto d'Orléans         | Ferdinando Filippo d'Orléans |                                     |                                            |  |  |       |  |  |                                                                |  |  |                                                      |  |
|                           |                              | Elena di Meclemburgo-Schwerin       | Federico Ludovico di Meclemburgo-Schwerin  |  |  |       |  |  |                                                                |  |  |                                                      |  |
|                           |                              | Elena di Meclemburgo-Schwerin       | Federico Ludovico di Meclemburgo-Schwerin  |  |  |       |  |  |                                                                |  |  |                                                      |  |
|                           |                              | Elena di Meclemburgo-Schwerin       | Carolina Luisa di Sassonia-Weimar-Eisenach |  |  |       |  |  |                                                                |  |  |                                                      |  |
| Maria d'Orléans           |                              | Elena di Meclemburgo-Schwerin       |                                            |  |  |       |  |  |                                                                |  |  |                                                      |  |
|                           |                              | Francesco d'Orléans                 | Luigi Filippo di Francia                   |  |  |       |  |  |                                                                |  |  |                                                      |  |
|                           |                              | Francesco d'Orléans                 | Luigi Filippo di Francia                   |  |  |       |  |  |                                                                |  |  |                                                      |  |
|                           |                              | Francesco d'Orléans                 | Maria Amalia di Borbone-Due Sicilie        |  |  |       |  |  |                                                                |  |  |                                                      |  |
| Francesca Maria d'Orléans |                              | Francesco d'Orléans                 |                                            |  |  |       |  |  |                                                                |  |  |                                                      |  |
|                           |                              | Francesca di Braganza               | Pietro I del Brasile                       |  |  |       |  |  |                                                                |  |  |                                                      |  |
|                           |                              | Francesca di Braganza               | Pietro I del Brasile                       |  |  |       |  |  |                                                                |  |  |                                                      |  |
|                           |                              | Francesca di Braganza               | Maria Leopoldina d'Asburgo-Lorena          |  |  |       |  |  |                                                                |  |  |                                                      |  |
|                           |                              | Francesca di Braganza               |                                            |  |  |       |  |  |                                                                |  |  |                                                      |  |